# Hyllus erlangeri
Hyllus erlangeri är en spindelart som beskrevs av Embrik Strand 1906. Hyllus erlangeri ingår i släktet Hyllus och familjen hoppspindlar. Inga underarter finns listade i Catalogue of Life.